# Rana vaillanti
Rana vaillanti, còn được gọi là Ếch Vaillant trong tiếng Anh, là một loài ếch trong họ Ranidae. Chúng được tìm thấy ở Belize, Colombia, Costa Rica, Ecuador, Guatemala, Honduras, México, Nicaragua, và Panama.
Các môi trường sống tự nhiên của chúng là các khu rừng khô nhiệt đới hoặc cận nhiệt đới, rừng ẩm vùng đất thấp nhiệt đới hoặc cận nhiệt đới, đầm nước nhiệt đới hoặc cận nhiệt đới, sông, đầm lầy, hồ nước ngọt, hồ nước ngọt có nước theo mùa, đầm nước ngọt, đầm nước ngọt có nước theo mùa, vườn nông thôn, các khu rừng trước đây bị suy thoái nặng nề, khu vực trữ nước, ao, và kênh đào và mương rãnh.